# Kościół św. Urbana I w Zielonej Górze
Kościół patronalny pw. św. Urbana I  w Zielonej Górze – murowany kościół rzymskokatolicki w Zielonej Górze w parafii św. Urbana I. Od 2009 kościół parafialny, od 2010 kościół patronalny Zielonej Góry.

## Historia
W 2006 roku parafia konkatedralna św. Jadwigi Śląskiej zakupiła działkę przy ul. Lubuskiej pod budowę kaplicy na Osiedlu Braniborskim. Staraniem ks. proboszcza Włodzimierza Lange w 2007 rozpoczęto budowę kaplicy o nietypowej bryle, co spowodowane było posadowieniem kościoła na pozostałościach po starych zbiornikach wodnych. 1 sierpnia 2009 biskup zielonogórsko-gorzowski Stefan Regmunt erygował nową parafię pw. św. Urbana I, a budująca się kaplica została kościołem parafialnym pw. św. Urbana I.
Proboszczem został ks. Mirosław Donabidowicz, dotychczasowy proboszcz parafii pw. Wniebowzięcia NMP w  Przytoku, który od pierwszego dnia powstania parafii rozpoczął odprawianie Mszy świętych i nabożeństw pod gołym niebem. Stan ten trwał przez ponad rok, do czasu zadaszenia kościoła. Obecnie budowa kościoła jest daleko posunięta. Wystrój kościoła nawiązuje do tradycji winiarskich tego miejsca i postaci św. Urban I - patrona winiarzy, gdzie umieszczono liczne motywy winiarskie we wnętrzu kościoła.
Od czasu ogłoszenia św. Urbana I patronem Zielonej Góry (5 września 2010) kościół św. Urbana I jest kościołem patronalnym miasta Zielona Góra.
Od 2011 w kościele znajdują się sprowadzone z Rzymu relikwie św. Urbana I, od 2019 umieszczone w wielkim relikwiarzu nawiązującym do pomnika św. Urbana I w Zielonej Górze. Natomiast nad tabernakulum umieszczono relikwie Krzyża świętego. 
W 2021 r. nawiązując do wielowiekowej tradycji wzgórza, na którym w przeszłości uprawiono winną latorośl, przed budynkiem kościoła posadzono winnicę, którą nazwano Winnicą św. Urbana. 
W 2022 r. odsłonięto witraż gdzie uwidoczniono wieże zielonogórskich kościołów: konkatedry św. Jadwigi Śląskiej i Najświętszego Zbawiciela oraz ratusza pośród winnic.
W 2023 r. w głównym wejściu powstały nowe ozdobne drzwi z wizerunkiem św. Urbana I (odwzorowującym pieczęć parafii), herbem Zielonej Góry, herbem diecezji zielonogórsko-gorzowskiej oraz motywami winiarskimi.